# ديكي بيتس
ديكي بيتس (بالإنجليزية: Dickey Betts)‏ (12 ديسمبر 1943 – 18 أبريل 2024) هو كاتب أغاني ومغني وعازف قيثارة وملحن أمريكي، ولد في 12 ديسمبر 1943 في ويست بالم بيتش في الولايات المتحدة.

## وصلات خارجية
- الموقع الرسمي
- ديكي بيتس على موقع IMDb (الإنجليزية)
- ديكي بيتس على موقع الموسوعة البريطانية (الإنجليزية)
- ديكي بيتس على موقع روتن توميتوز (الإنجليزية)
- ديكي بيتس على موقع ميوزك برينز (الإنجليزية)
- ديكي بيتس على موقع إن إن دي بي (الإنجليزية)
- ديكي بيتس على موقع أول ميوزيك (الإنجليزية)
- ديكي بيتس على موقع ديسكوغز (الإنجليزية)
- ديكي بيتس على موقع قاعدة بيانات الفيلم (الإنجليزية)